# 昂德拉罗什
昂德拉罗什（法語：Andelaroche，法語發音：[ɑ̃dlaʁɔʃ]）是法国阿列省的一个市镇，属于维希区。

## 地理
昂德拉罗什（46°15'20"N, 3°44'57"E）面积20.28 平方千米，位于法国奥弗涅-罗讷-阿尔卑斯大区阿列省，该省份为法国中部省份，北起涅夫勒省、西北接谢尔省，西南至克勒兹省，南至多姆山省，东南临卢瓦尔省，东临索恩-卢瓦尔省。
与昂德拉罗什接壤的市镇（或旧市镇、城区）包括：巴赖-比索勒、德鲁瓦蒂里耶、洛德、福雷地区蒙泰居埃、圣皮埃尔拉瓦勒、圣马丹代斯特雷欧。

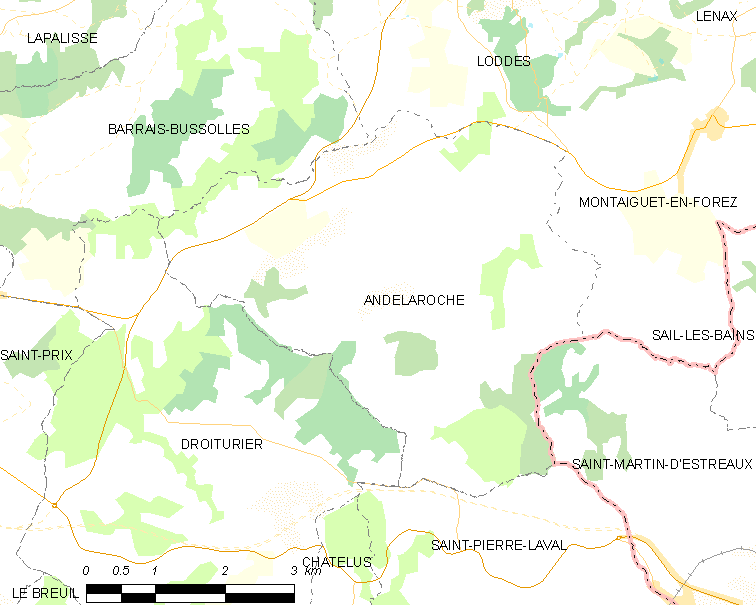
昂德拉罗什的OSM定位图

昂德拉罗什的时区为UTC+01:00、UTC+02:00（夏令时）。

## 行政
昂德拉罗什的邮政编码为03120，INSEE市镇编码为03004。

## 政治
昂德拉罗什所属的省级选区为拉帕利斯县。

## 人口

1962-2008年间昂德拉罗什人口变化图示

昂德拉罗什于2022年1月1日时的人口数量为217人。